# (4226) Damiaan
(4226) Damiaan (1989 RE) – planetoida z grupy pasa głównego asteroid okrążająca Słońce w ciągu 4,84 lat w średniej odległości 2,86 j.a. Odkryta 1 września 1989 roku.